# Mazarambroz
Mazarambroz település Spanyolországban, Toledo tartományban. Mazarambroz Ajofrín, Sonseca, Orgaz, Marjaliza, Retuerta del Bullaque, Las Ventas con Peña Aguilera, Pulgar, Noez, Casasbuenas és Layos községekkel határos. Lakosainak száma 1270 fő (2024).

## Népesség
A település népessége az utóbbi években az alábbiak szerint változott:
| Lakosok száma | 1220 | 1302 | 1334 | 1370 | 1315 | 1282 | 1259 | 1241 | 1259 | 1270 |
|               | 2001 | 2004 | 2007 | 2009 | 2012 | 2014 | 2017 | 2019 | 2022 | 2024 |